# 라몬 사발로
라몬 사발로 수비아우레(스페인어: Ramón Zabalo Zubiaurre; 1910년 6월 10일~1967년 1월 2일)는 잉글랜드 출신 스페인의 축구 선수로, 스페인의 바르셀로나와 프랑스의 라싱 파리에서 활약했다. 그는 1934년 FIFA 월드컵에서 스페인을 대표로 참가하기도 하였다.

## 수상
바르셀로나
- 라 리가: 1944-45
- 코파 데 오로 "아르헨티나": 1945
- 코파 카탈루냐: 1930, 1931, 1932, 1935, 1936

라싱 파리
- 쿠프 드 프랑스: 1939-40

## 같이 보기
- 해외 출신 스페인 축구 국가대표팀 선수 목록